# Figue de Barbarie

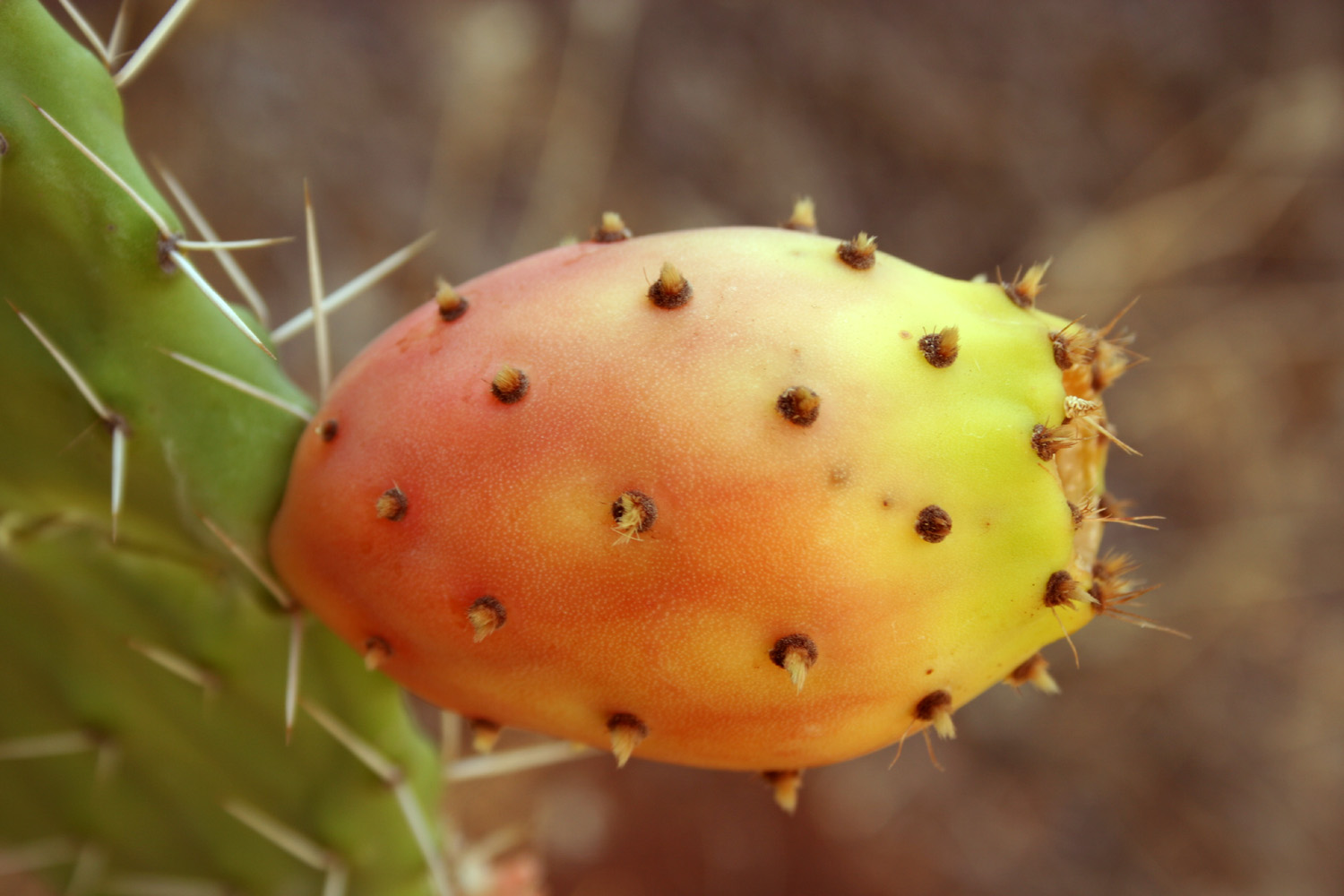
Figue de Barbarie sur Opuntia ficus-indica

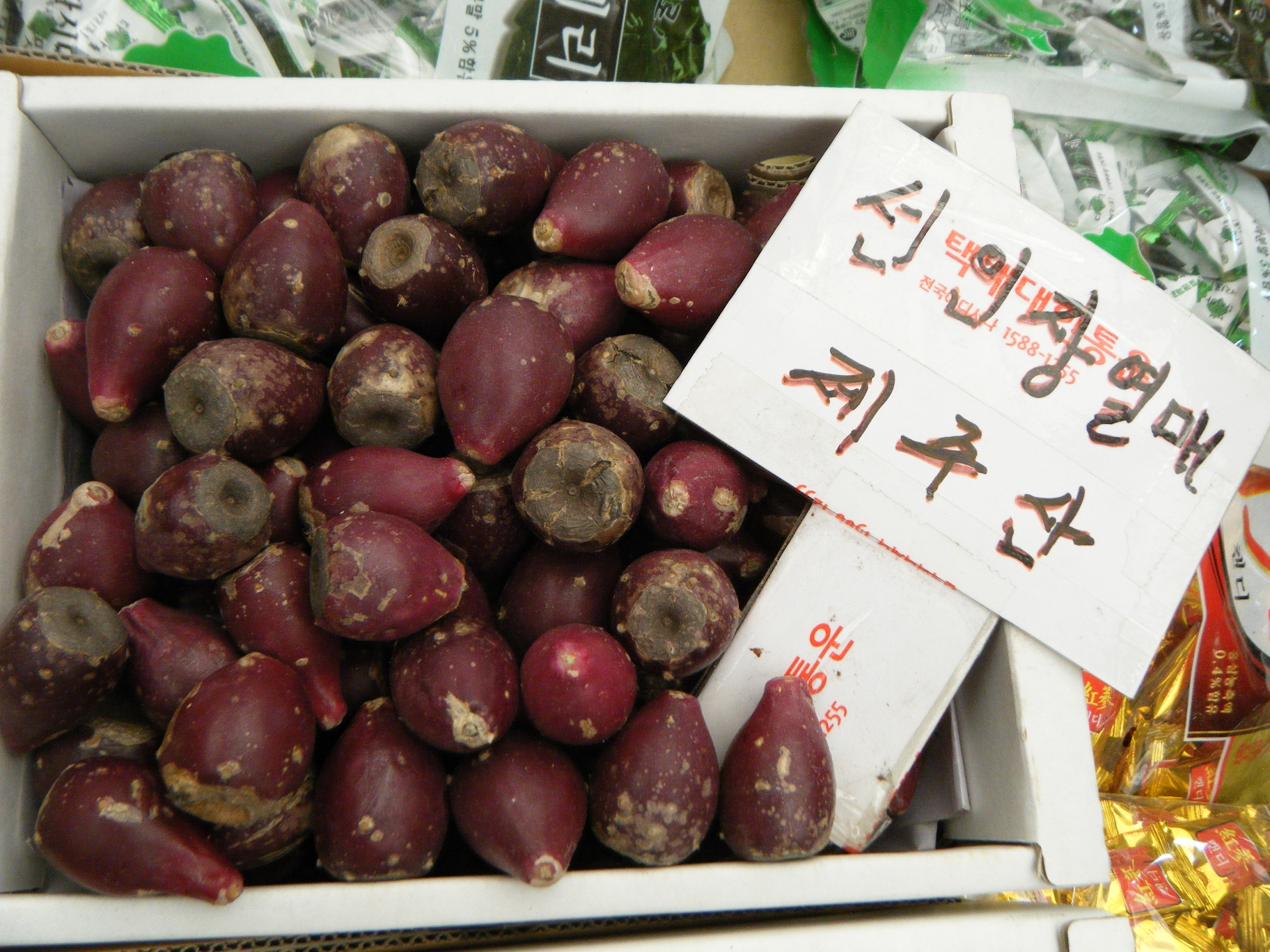
Figues de Barbarie provenant dʼOpuntia humifusa

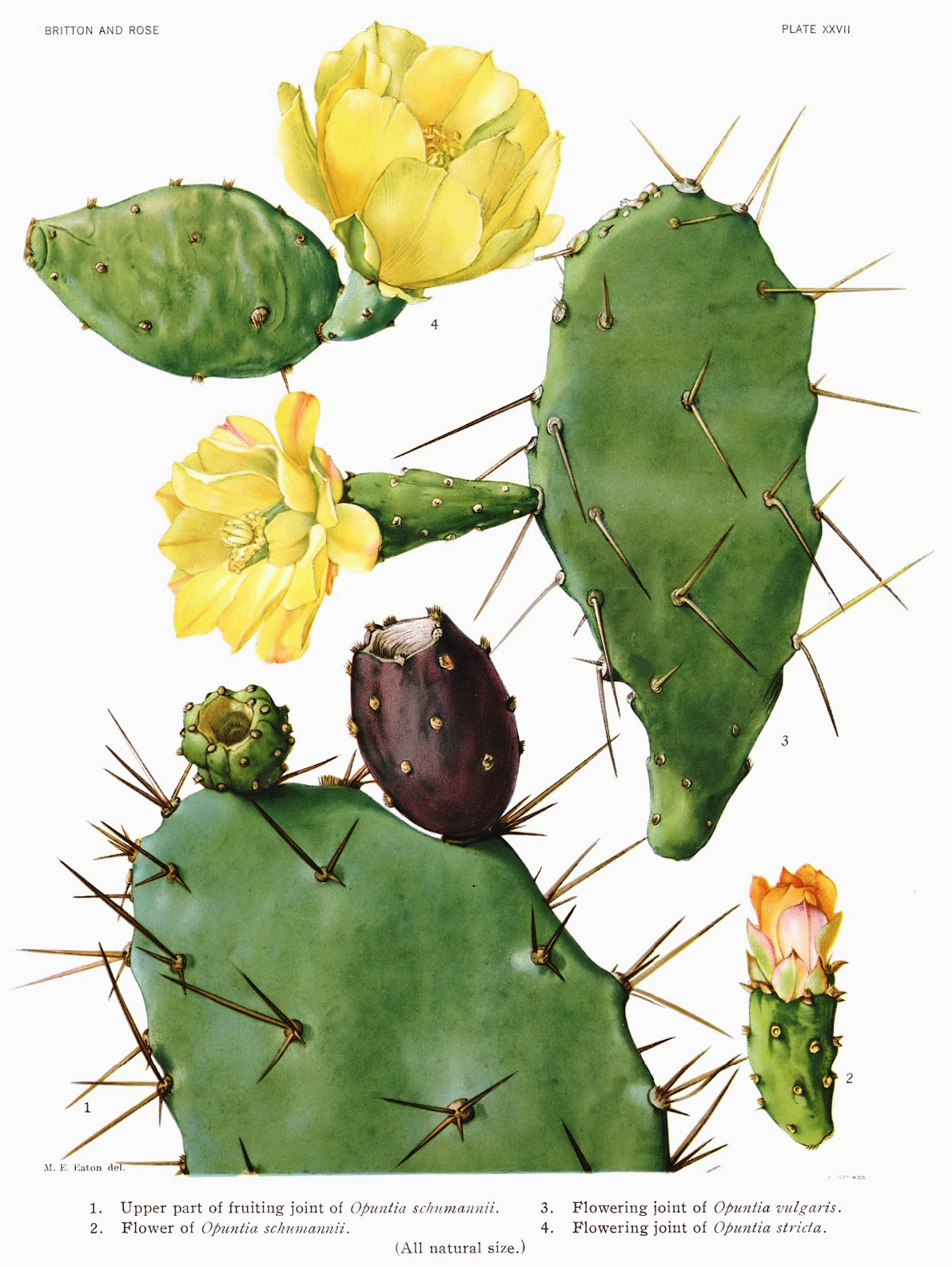
Étapes de la floraison à la fructification d'un Opuntia ficus-indica

La figue de Barbarie, est une baie charnue produite par le figuier de Barbarie (Opuntia ficus-indica (L.) Mill., 1768) et l'oponce de l'Est (Opuntia humifusa Raf., 1830), deux cactus originaires d'Amérique et nommés « figuier d'Inde ». L'espèce Opuntia ficus-indica produit des fruits de 5 à 8 cm de longueur tandis que les fruits dʼOpuntia humifusa mesurent entre 3 et 6 cm.
Ces plantes se sont répandues progressivement, à partir de l'époque moderne, au reste du monde, dans le cadre de l'échange colombien (échanges biologiques qui ont suivi les voyages de Christophe Colomb et la colonisation européenne de l'Amérique). En Espagne, elles a été ramenées par les conquistadors dès le XVIe siècle et s’est diffusées depuis dans tout le bassin de la Méditerranée.
Les fruits vendus dans le commerce sont principalement cultivés en Algérie où ils sont appelés karmouss ou akaṛmus ou Al-Hindi) ainsi qu'au Maroc et en Tunisie.

## Description

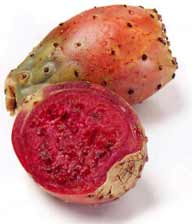
Fruit coupé.

La figue de Barbarie est un fruit uniloculaire, à nombreuses graines (polyspermique) dont le poids peut varier de 50 à 400 g. Elle dérive de l'ovaire infère adhérent au réceptacle floral. Certains auteurs la considèrent comme une fausse arille. Sa couleur est variable selon les variétés : jaune, rouge, blanc… La forme est également très variable, non seulement selon les variétés mais aussi selon l'époque de formation : les premières sont arrondies, les plus tardives ont une forme de pédoncule plus allongée. Le nombre de graines est très élevé, de l'ordre de 300 pour un fruit de 160 g.

## Utilisation

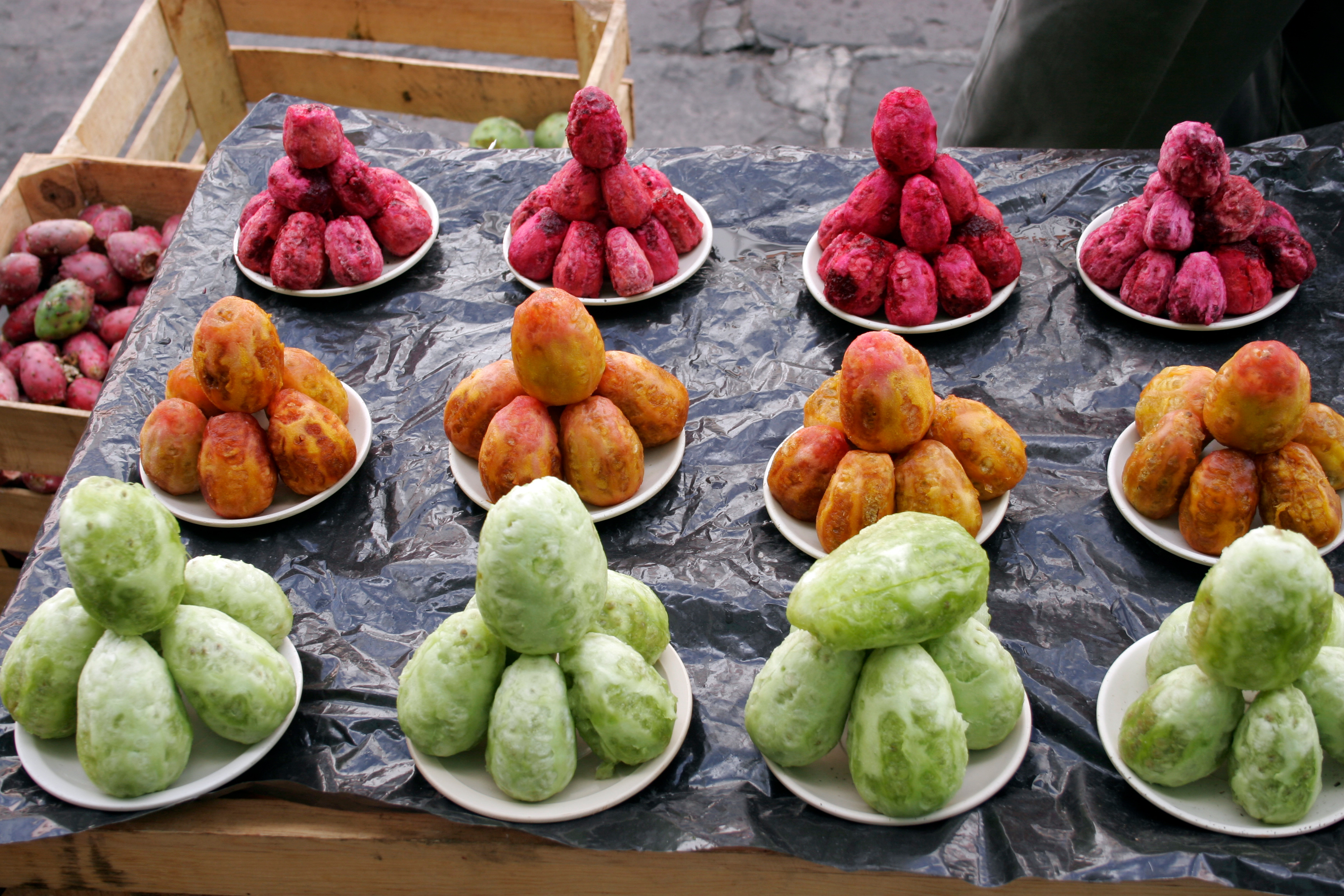
Diverses figues de Barbarie pelées, issues de divers cultivars, au Mexique

On peut en faire des jus de fruits ou des confitures.
La difficulté de sa consommation vient de la cueillette et de la découpe de la peau car celle-ci est pourvue de glochides, minuscules épines,.
Son huile est souvent utilisée dans les cosmétiques pour ses vertus hydratantes. Sa richesse en acides gras, en vitamine E et en stérols lui permet de lutter contre l'effet néfaste des radicaux libres. Cette huile est souvent utilisée dans la composition de soins pour le visage et les cheveux.

## Aspects culturels
La figue de Barbarie a une place importante dans les mythologies mésoaméricaines du centre du Mexique. Elle est notamment le symbole du cœur des victimes des sacrifices humains dans la légende de la fondation de la capitale aztèque Mexico-Tenochtitlan.

## Géographie

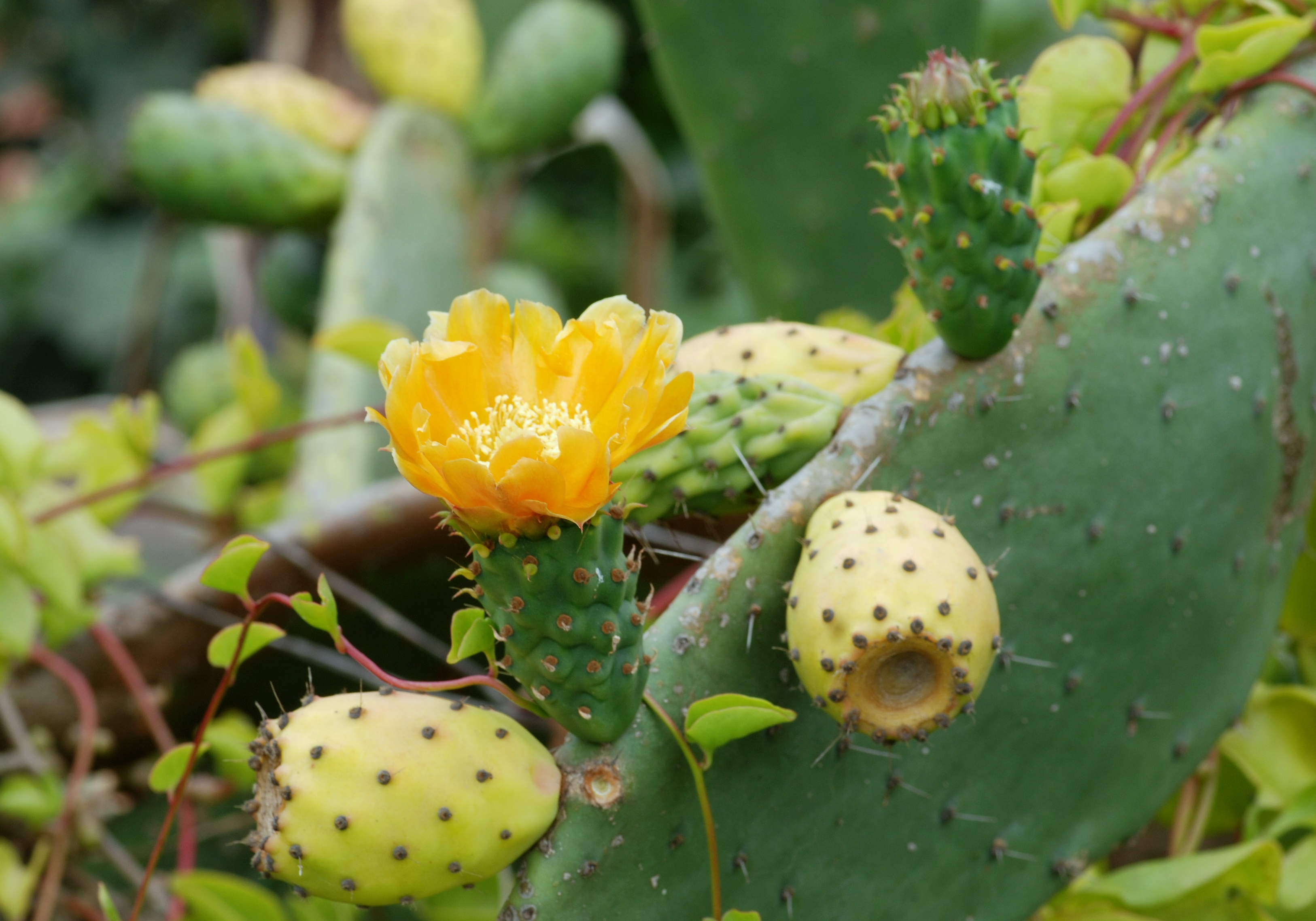
Figue de barbarie en formation

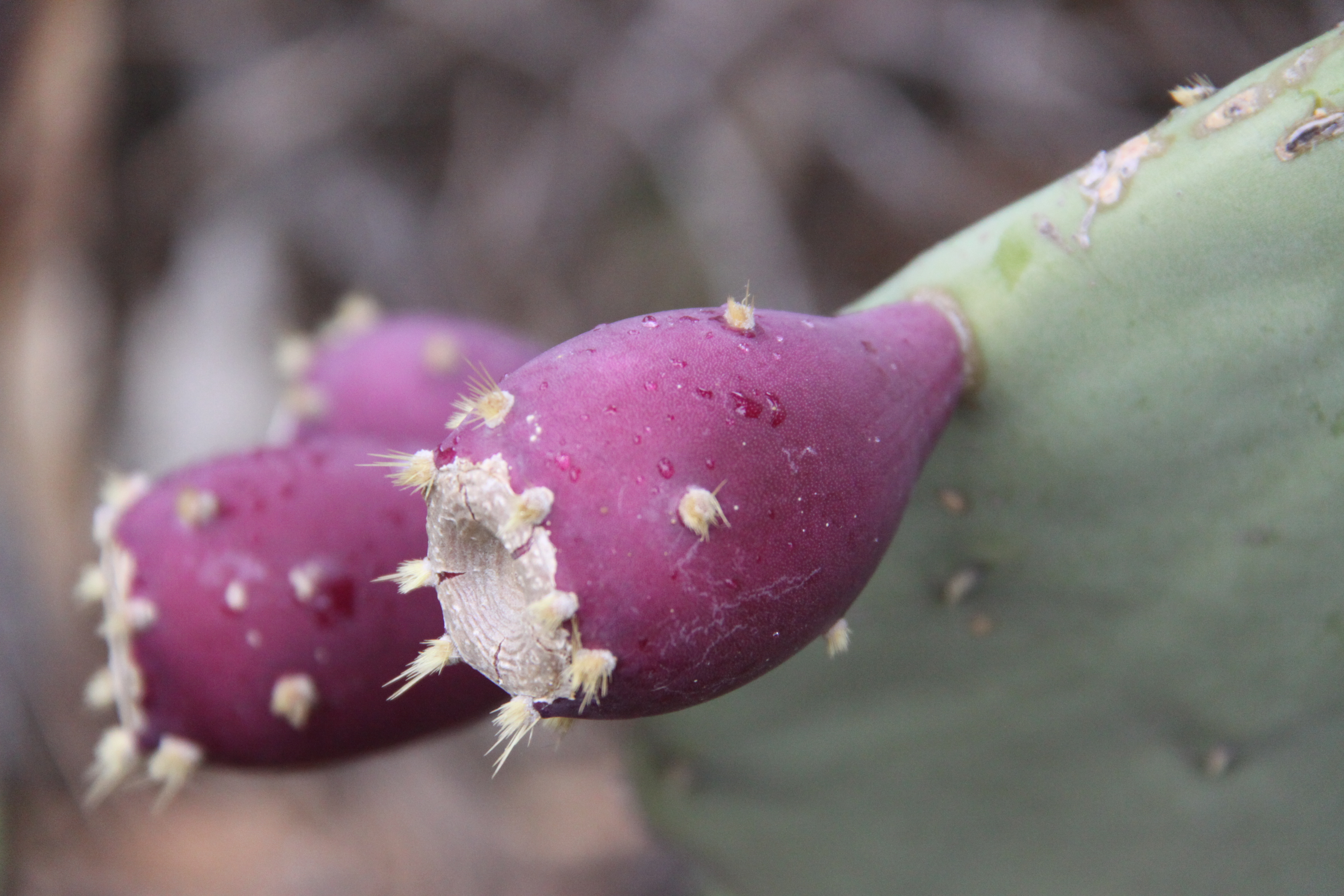
Figue de Barbarie avec emplacement de la fleur.

Elle est cultivée à grande échelle au Maghreb, en Chine et au Mexique.
En Afrique du nord, on l'appelle « taknarit » ou « Akkarmouss » en tamazight. On l'appelle aussi "Al-Hindi" en Tunisie, en Libye et dans une vaste région de l'Est algérien, le terme "Al-Hindi" (en arabe "الهندي" veut dire "l'indien"). On la trouve en pousse spontanée partout en Afrique du Nord. La plante constitue par ailleurs de bonnes haies.
Le fruit est également très populaire dans le pourtour méditerranéen, poussant notamment dans les régions chaudes d'Italie comme la Calabre, la Sicile, la Sardaigne ou encore les Pouilles, consommé localement ou exporté. En Italie, on l'appelle fico d'india (littéralement, « figue d'Inde »).
Dans la nature, ce fruit sert d'aliment à de nombreuses espèces animales, rongeurs, oiseaux et insectes.

## Économie
Les principaux pays producteurs de figues de Barbarie sont l'Algérie, le Maroc, la Tunisie, l'Espagne, l'Italie, le Mexique. Au Mexique, la figue de Barbarie est une culture traditionnelle importante et représente une part significative de l'économie agricole. Au Maroc et en Tunisie, elle est également devenue une culture commerciale importante au cours des dernières décennies.
Les figues de Barbarie peuvent être consommées fraîches, mais elles sont également utilisées dans la production d'une variété de produits dérivés. Le fruit est transformé en jus, en confitures, en gelées et en sirops. De plus, les figues de Barbarie sont utilisées dans l'industrie cosmétique pour la fabrication de produits de soin de la peau et des cheveux.
Le commerce international de la figue de Barbarie a connu une croissance ces dernières années. Le fruit et ses dérivés sont exportés vers de nombreux pays à travers le monde, où ils sont appréciés pour leur valeur nutritionnelle et leurs propriétés médicinales. Le marché mondial de la figue de Barbarie est en expansion, en particulier en raison de la demande croissante pour des produits naturels et exotiques.
Il convient de noter que l'économie de la figue de Barbarie peut varier d'un pays à l'autre en fonction des politiques agricoles, des conditions climatiques et des préférences des consommateurs. Cependant, dans l'ensemble, la figue de Barbarie offre des opportunités économiques intéressantes en tant que culture alternative dans les régions arides et comme source de produits à valeur ajoutée sur les marchés internationaux.

## Production

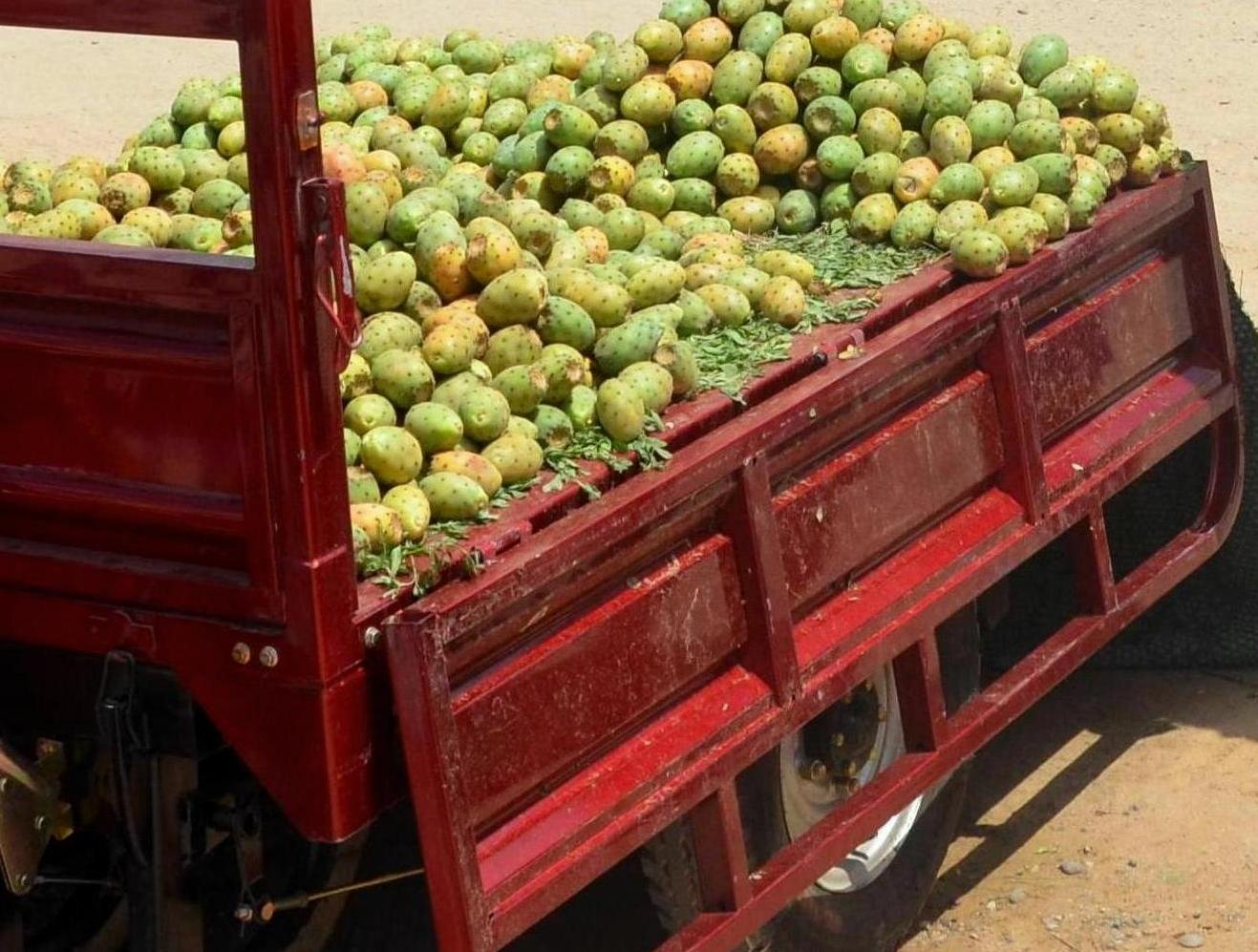
Figues de Barbarie au Maroc

| No          | Pays        | Production (Mt) | Part mondiale |
| ----------- | ----------- | --------------- | ------------- |
| 1           | Algérie     | 4,52            | 23,9 %        |
| 2           | Maroc       | 2,77            | 14,7 %        |
| 3           | Tunisie     | 1,81            | 9,6 %         |
| 4           | Chine       | 1,78            | 9,4 %         |
| 5           | Mexique     | 1,49            | 7,9 %         |
| 6           | Libye       | 0,95            | 5,0 %         |
| 7           | Syrie       | 0,75            | 4,0 %         |
| 8           | Soudan      | 0,73            | 3,9 %         |
| 9           | Somalie     | 0,54            | 2,9 %         |
| 10          | Espagne     | 0,42            | 2,2 %         |
| 11          | Portugal    | 0,41            | 1,9 %         |
| 12          | Djibouti    | 0,35            | 1,0 %         |
| 13          | Yémen       | 0,25            | 0,7 %         |
| 14          | Inde        | 0,23            | 0,4 %         |
| 15          | France      | 0,14            | 0,4 %         |
| Total monde | Total monde | 18,9            | 100 %         |